# Arizona State University Women's Volleyball
La Arizona State University Women's Volleyball è la squadra pallavolo femminile appartenente all'Arizona State University, con sede a Tempe (Arizona): milita nella Big 12 Conference della NCAA Division I.

## Storia
Il programma di pallavolo femminile della Arizona State University viene fondato nel 1973 da Mary Littlewood, che riveste il ruolo di allenatrice per sei anni, vincendo un titolo della Intermountain Conference. Dal 1979 al 1982 la squadra è allenata da Dale Flickinger, abbandonando la AIAW Division I per iscriversi alla NCAA Division I, qualificandosi subito per due volte alla post-season, raggiungendo entrambe le volte le Sweet Sixteen. Al suo posto, nel 1983, arriva Debbie Brown, che in sei anni al timone delle Sun Devils ottiene cinque qualificazioni al torneo NCAA, issandosi fino alle semifinali regionali. 
Nel 1989 il programma viene affidato a Patti Snyder, che rimane in carica per ben quattordici anni: sotto la sua guida le Sun Devils approdano sette volte al torneo regionale, avanzando fino alle Sweet Sixteen. Al suo posto nel 2003 arriva Brad Saindon, ma la squadra in quattro anni si qualifica una sola volta al torneo NCAA, così nel 2008 viene sostituito da Jason Watson.

## Record
| Piazzamento          |    | Edizione                                                      |
| -------------------- | -- | ------------------------------------------------------------- |
| Tornei NCAA          | 21 | Sweet Sixteen: 6 1981, 1982, 1986, 1994, 1995, 2023           |
| Tornei NCAA          | 21 | Secondo turno: 7 1992, 1993, 2000, 2002, 2006, 2014, 2024     |
| Tornei NCAA          | 21 | Primo turno: 8 1983, 1985, 1987, 1988, 1999, 2012, 2013, 2015 |
| Titoli di conference | 2  | Intermountain Conference: 1 1973                              |
| Titoli di conference | 2  | Big 12 Conference: 1 2024                                     |

## Conference
- Intermountain Conference: 1973-1978
- Pacific West Conference[1]: 1979-1985
- Pac-12 Conference[2]: 1986-2023
- Big 12 Conference: 2024-

## All-America

### First Team
- Tammy Webb: (1985, 1986)
- Christy Nore (1988)

### Second Team
- Regina Stahl (1986)
- Christine Garner (1995)
- Amanda Burbridge (2000)

### Third Team
- Macey Gardner (2014)
- Argentina Ung (2024)

## Allenatori
- Mary Littlewood: 1973-1978
- Dale Flickinger: 1979-1982
- Debbie Brown: 1983-1988
- Patti Snyder: 1989-2002
- Brad Saindon: 2003-2007
- Jason Watson: 2008-2015
- Stevie Mussie: 2016
- Sanja Tomašević: 2017-